# Der Lügner (Corneille)
Der Lügner, Originaltitel: französisch Le Menteur ist eine Komödie in fünf Akten des französischen Dichters Pierre Corneille. Sie wurde 1644 im Théâtre du Marais in Paris uraufgeführt. Ermutigt vom großen Erfolg dieser Vorstellung schrieb Corneille ein Folgestück La Suite du Menteur, das 1645 aufgeführt wurde, allerdings mit weniger Erfolg.

## Handlung
Der Protagonist Dorante, nach einem abgebrochenen Jurastudium in Poitiers eben erst in Paris eingetroffen, macht wortreich einer schönen jungen Frau, die er im Jardin des Tuileries sieht, den Hof. Er weiß noch nicht einmal ihren Namen und lügt ihr jahrelanges Liebessehnen und heldenhafte Verwicklung in einen Krieg in Deutschland vor. Dass sie bereits einen Geliebten hat, und sein Vater Géronte eine Heirat für ihn plant, macht die Angelegenheit zwar komplizierter, aber auch reizvoller: Lügen ist für Dorante lebenserhaltend. Geradezu betrunken von der eigenen Redegewandtheit und Phantasie verstrickt er sich immer mehr in die eigenen Lügen, bis er beinahe darin hängen bleibt.

## Wirkungsgeschichte
Das Stück ist eine Bearbeitung der Komödie La verdad sospechosa des spanischen Dramatikers Juan Ruiz de Alarcón.
Im deutschen Sprachraum ist dieses Plädoyer fürs Lügen, in dessen Schlussvers sogar das Publikum zum Lügen aufgefordert wird, so gut wie unbekannt. Es gilt als die erste französische Charakterkomödie vor Molière. In den 1920er Jahren legte Hans Schiebelhuth eine deutsche Übersetzung vor, die jedoch erst 1954 veröffentlicht wurde und bald als sprachlich veraltet galt. 2004 veröffentlichte Rainer Kohlmayer eine neue deutsche Übertragung.